# دلدادگان
دلدادگان یک مجموعه تلویزیونی ایرانی به کارگردانی منوچهر هادی و تهیه‌کنندگی ایرج محمدی است.
تصویربرداری این سریال در ۲۹ مرداد ۱۳۹۶ آغاز و در تاریخ ۱۰ تیر ۱۳۹۷ به پایان رسید. ابتدا قرار بود پس از تولید از شبکه پنج پخش شود، اما بعد از مدتی این تصمیم تغییر کرد و پخش سریال را شبکه سه به عهده گرفت. این سریال در آبان ۱۳۹۸ و همچنین مهر و آبان ۱۴۰۰ و بهمن و اسفند ۱۴۰۲ از شبکه آی فیلم نیز باز پخش شده‌است.

## خلاصه داستان

### فصل ۲
این سریال داستان زندگی یک دختر جاه‌طلب و پُر از آرزوهای دور و دراز به نام فرزانه زندی (لیندا کیانی) است که ابتدا عاشق یک جوان ساده و جاهل مسلک بنام مالک پورسلیم (آرش مجیدی) می‌شود. در ادامه داستان، مالک به‌طور اتفاقی با یک گروه انقلابی آشنا می‌شود و با آن‌ها همکاری می‌کند. در همین زمان جوان دیگری به نام نادر سلیمان‌پور (حمید گودرزی) که ظاهراً صاحب یک شیرینی‌فروشی است اما در اصل یک عنصر امنیتی و وابسته به ساواک است وارد این محل می‌شود و به فرزانه دل می‌بندد. نادر برای به دست آوردن فرزانه مالک را لو می‌دهد و او پس از دستگیری به سیستان تبعید می‌شود. فرزانه که از بازگشت مالک ناامید است برای ارضای جاه‌طلبی‌های خود از مالک دست می‌کشد و به عشق نادر جواب مثبت می‌دهد و با او ازدواج می‌کند. از طرف دیگر مرضیه (سمیرا حسن‌پور) دوستِ فرزانه که در ابتدا از شخصیت مالک خوشش نمی‌آید و از فرزانه می‌خواهد با او ازدواج نکند، بعد از اینکه متوجه انقلابی بودن او می‌شود، کم‌کم به او علاقه‌مند شده و با او ازدواج می‌کند. کینهٔ اولیهٔ فرزانه از مرضیه از همین‌جا شکل می‌گیرد که یکی از پایه‌های اصلی روند داستان در سریال است. نادر هم که بعد از انقلاب سعی دارد با زرنگی خود را انقلابی جا بزند موفق نمی‌شود و سوابق امنیتی و قاچاق او توسط دوستان سپاهی مالک برملا می‌شود. شبی که قرار است نادر دستگیر شود مالک به خانه او می‌رود تا کمک کند که این دستگیری بی سر و صدا انجام شود تا آبروی نادر و خانواده حفظ شود. اما نادر خانه خود را آتش می‌زند تا به همراه خانواده اش بگریزد اما فقط موفق به نجات همسرش می‌شود. در آن شب، خواهر فرزانه و برادر نادر که قبل با هم ازدواج کرده بودند، در‌ خانه نادر و فرزانه بودند و آتش می‌گیرند و دیگران فکر می‌کنند که نادر و فرزانه هم از بین رفته‌اند. نادر حین فرار دستگیر و کشته می‌شود. فرزانه کینهٔ مرگ فرزند و همسرش را از مالک به دل می‌گیرد. عنایت برزگر (مجید پتکی) دوست نادر به کمک فرزانه می‌آید و سراغ پول و طلاهای نادر می‌روند و ثروت زیادی به دست می‌آورند. مالک و مرضیه به تازگی صاحب فرزندی به نام بهار شده‌اند و فرزانه که به خیال بقیه کشته شده‌است و نام جدید خود را افسانه مشکات گذاشته‌است برای انتقام، فرزند آنها را می‌دزدد و نامش را ارغوان می‌گذارد. مالک و مرضیه فرزندِ فرزانه، سهیل را از آتش‌سوزی نجات داده‌اند و به فرزندی قبولش کرده‌اند و نامش را امیر گذاشته‌اند. اما انتقام‌گیری فرزانه که از زنده ماندن پسرش بی‌خبر است هنوز تمام نشده‌است و در فصل‌ ۱ و ۳ ادامه دارد.

### فصل ۱ و ۳
فرزانه زندی که نام خود را افسانه مشکات گذاشته‌است رئیس شرکتی است که در آن پول‌شویی انجام می‌شود. امیر پورسلیم در کنار مالک و مرضیه زندگی خوبی دارد. او مأمور اطلاعات است و به خاطر خلاف‌هایی که در شرکت افسانه انجام می‌شود در نقش یک حسابدار ساده به شرکت می‌رود. افسانه مشکات (پانته‌آ بهرام) که متوجه می‌شود امیر پسر مالک است فکر انتقام به سرش می‌زند و تصمیم می‌گیرد خود را به امیر نزدیک کند. او از دخترش ارغوان مشکات که در واقع دختر مالک است می‌خواهد که وانمود کند عاشق امیر است و ارغوان نامزدش هاتف برزگر (شاهرخ استخری) که پسر عنایت است را راضی می‌کند که در مدت کوتاهی این نقش را بازی کند. افسانه می‌خواهد اسناد شرکت را به نام امیر کند اما چون امیر آگاه است که در این شرکت چه اتفاق‌هایی می‌افتد قبول نمی‌کند. امیر متوجه می‌شود که عشق ارغوان به او یک بازی است. اما طی مدتی ارغوان واقعاً به امیر دل می‌بندد و امیر متوجه محبت واقعی ارغوان می‌شود و خود نیز عاشق ارغوان می‌شود. در طی این مدت افسانه خانواده مالک را از هم می‌پاشاند.حدیث (ملیکا شریفی‌نیا) که دختر مرضیه و مالک است و نامزد عقدی او پارسا (علی سخنگو) است، رؤیا (افسانه چهره‌آزاد) که مادر پارسا است، به علت یک قتل غیرعمد در زندان است اما او توان پرداخت دیه را ندارد. از این رو افسانه از او می‌خواهد که به شرط آزادی مادرش حدیث را رها کند و او از سر ناچاری قبول می‌کند چون در غیر این صورت مادرش را از دست می‌دهد. افسانه کارمندش نوشین الماسی (رؤیا میرعلمی) را می‌فرستد تا پسر کوچک مالک، حامد را که یک نخبه است معتاد قرص کند و حامد فکر می‌کند این قرص‌ها قرص‌های شب امتحان هستند. در این حال که دیگر خانواده مالک از هم پاشیده افسانه قصد فرار دارد. هاتف حس می‌کند افسانه سرش را کلاه گذاشته‌است و برای به دست آوردن ارغوان قصد کشتن امیر را دارد. عنایت عاشق افسانه بود و در مهار کردن هاتف به افسانه کمک می‌کرد و فکر می‌کرد افسانه می‌خواهد با او ازدواج کند اما افسانه سر عنایت را هم شیره مالیده بود. نوشین که حامد را معتاد کرده بود و باعث شده بود او به بیمارستان منتقل شود به پیش مرضیه و مالک می‌رود و می‌گوید که افسانه پشت این ماجرا بوده. در همین حال هاتف امیر و ارغوان را به جای دوری برده‌است و می‌خواهد امیر را بکشد. مالک و مرضیه با افسانه درگیر می‌شوند و افسانه می‌گوید که چه کسی است و ارغوان دختر آن هاست و قرار است پسر آنها کشته شوند اما متوجه می‌شود که امیر پسر خود اوست. قرار بوده در داستان واقعی وقتی هاتف در حال کشتن امیر است افسانه به جای امیر کشته شود اما به خاطر بعضی مشکلات که در حال ساخت سریال پیش آمد هاتف به ارغوان شلیک می‌کند تا امیر را در دلتنگی بگذارد و در آخر خود هاتف نیز می‌میرد و ارغوان به کما می‌رود. افسانه در حال فرار دستگیر می‌شود و مالک و مرضیه دوباره زندگی عادی خود را پیدا می‌کنند و پارسا به پیش حدیث بر می‌گردد و حال حامد خوب می‌شود و امیر زندگی اش را در کنار مالک و مرضیه ادامه می‌دهد و منتظر می‌مانند تا ارغوان به زندگی برگردد.

## بازیگران
| بازیگر           | نقش                           | توضیحات | فصل   |
| ---------------- | ----------------------------- | --- | ----- |
| مسعود رایگان     | مالک پورسلیم                  | همسر مرضیه،پدر بهار (ارغوان)،حدیث و حامد،پدر ناتنی سهیل (امیر)،پسر عزرا،برادر عادل،دوست قاسم و ابوالقاسم،معشوق سابق فرزانه (افسانه)                                           | ۱،۳   |
| آرش مجیدی        | مالک پورسلیم                  | همسر مرضیه،پدر بهار (ارغوان)،حدیث و حامد،پدر ناتنی سهیل (امیر)،پسر عزرا،برادر عادل،دوست قاسم و ابوالقاسم،معشوق سابق فرزانه (افسانه)                                           | ۲     |
| پانته‌آ بهرام     | افسانه مشکات (فرزانه زندی)    | همسر نادر،مادر سهیل(امیر)،خواهر افسانه،معشوقه عنایت،معشوقه سابق مالک | ۱،۳   |
| لیندا کیانی      | افسانه مشکات (فرزانه زندی)    | همسر نادر،مادر سهیل(امیر)،خواهر افسانه،معشوقه عنایت،معشوقه سابق مالک | ۲     |
| مهرانه مهین‌ترابی | مرضیه قلندر                   | همسر مالک،مادر بهار (ارغوان) و حدیث و حامد،مادر ناتنی سهیل (امیر)،دختر قلندر،دوست سابق فرزانه (افسانه)                                                                        | ۱،۳   |
| سمیرا حسن‌پور     | مرضیه قلندر                   | همسر مالک،مادر بهار (ارغوان) و حدیث و حامد،مادر ناتنی سهیل (امیر)،دختر قلندر،دوست سابق فرزانه (افسانه)                                                                        | ۲     |
| مسعود دلخواه     | عنایت برزگر                   | پدر هاتف،دوست نادر،معشوقه فرزانه (افسانه) | ۱،۳   |
| مجید پتکی        | عنایت برزگر                   | پدر هاتف،دوست نادر،معشوقه فرزانه (افسانه) | ۲     |
| حمید گودرزی      | نادر سلیمان‌پور                | ساواکی،قاچاقچی مواد مخدر،همسر فرزانه(افسانه)،پدر سهیل(امیر) | ۲     |
| سامان صفاری      | سهیل سلیمان‌پور (امیر پورسلیم) | پسر نادر و فرزانه(افسانه)،پسر ناتنی مالک و مرضیه،برادر ناتنی حدیث و حامد،نوه عباس،نوه ناتنی عزرا و قلندر،خواهر زاده افسانه،برادر زاده ناتنی عادل،معشوق بهار(ارغوان)،دشمن هاتف | ۱،۳   |
| سانیا سالاری     | ارغوان مشکات (بهار پورسلیم)   | دختر مالک و مرضیه،دختر ناتنی نادر و فرزانه(افسانه)،نوه عزرا و قلندر،نوه ناتنی عباس،برادر زاده عادل،خواهر زاده ناتنی افسانه،معشوقه سهیل(امیر)،عروس رویا و صمد                  | ۱،۳   |
| ملیکا شریفی‌نیا   | حدیث پورسلیم                  | همسر پارسا،دختر مالک و مرضیه،خواهر بهار(ارغوان) و حامد،خواهر ناتنی سهیل(امیر)                                                                                                 | ۱،۳   |
| شاهرخ استخری     | هاتف برزگر                    | پسر عنایت، نامزد سابق ارغوان | ۱،۳   |
| علی سخنگو        | پارسا اسکویی                  | پسر صمد و رویا، همسر حدیث | ۱،۳   |
| مهدی صبایی       | قاسم                          | دوست مالک و سید | ۱،۲،۳ |
| سیروس همتی       | سید ابوالقاسم طباطبایی        | دوست مالک و قاسم | ۱،۲،۳ |
| رؤیا میرعلمی     | نوشین الماسی                  | خواهر بهزاد، کارمند افسانه مشکات | ۱،۳   |
| پویا امینی       | بهزاد الماسی                  | برادر نوشین، کارمند افسانه مشکات | ۱،۳   |
| پویا کرمی        | حامد پورسلیم                  | پسر مالک و مرضیه،برادر ارغوان(بهار)،حدیث و برادر خوانده امیر(سهیل) | ۱،۳   |
| افسانه چهره‌آزاد  | رؤیا                          | مادر پارسا،مادر شوهر حدیث،همسر سابق صمد | ۱،۳   |
| بهشاد شریفیان    | صمد اسکویی                    | همسر مهین،پدر پارسا،همسر سابق رویا | ۱،۳   |
| آزاده ریاضی      | مهین                          | همسر صمد،مادر ناتنی پارسا | ۱،۳   |
| افسانه ناصری     | عزیز(عزرا حسینی)              | مادر مالک و عادل،مادر شوهر مرضیه | ۲     |
| علیرضا استادی    | عباس زندی                     | پدر فرزانه(افسانه) و افسانه،پدر زن نادر | ۲     |
| سجاد قراگزلو     | عادل پورسلیم                  | پسر عزیز، برادر مالک، نامزد سابق افسانه زندی | ۲     |
| مهناز خوش‌ خو     | افسانه زندی                   | دختر عباس، خواهر فرزانه، نامزد سابق عادل | ۲     |
| اصغر محبی        | حاج فتاح (حاج قلندر)          | انقلابی،پدر مرضیه | ۲     |
| بیژن سیفان       | اسد                           | دوست مالک،همسایه مالک | ۱،۳   |
| سارا نجفی        | میترا ساعتچی (میترا نایب)     | دشمن فرزانه(افسانه) | ۱     |
| مجید موثق        | عماد                          | پسر قاسم | ۱،۳   |
| سعید بخششی       | سعید سرخپوست                  | خلافکار،دوست هاتف | ۳     |
| مسعود فروتن      | دکتر فربد                     | خواستگار افسانه مشکات (فرزانه زندی) | ۱     |
| مجید صیادی       | ساواکی                        | ساواکی،دوست نادر | ۲     |
| ارسلان اصلانی    | طلبکار                        | طلبکار نوشین | ۱،۳   |
| سعید نعمتی       | میثم                          | پلیس،همکار امیر،دوست امیر | ۱،۳   |
| نیما جمالی       | یوسف سلیمان‌پور                | برادر نادر، همسر افسانه زندی | ۲     |
| فرید قبادی       | دکتر                          | تبعیدی | ۲     |
| میلاد ملکی       | احسان                         | معتاد | ۱     |
| امیرعباس آذرخوش  | تیمور                         | شاگرد نادر | ۲     |
| اشکان هورسان     | سرکار استوار                  | استوار مالک در تبعیدگاه | ۲     |
| منوچهر هادی      | تاکسی                         | راننده تاکسی | ۳     |

## حاشیه
فیلم نامه قسمت آخر سریال به دلیل همکاری نکردن پانته‌آ بهرام بازیگر نقش افسانه مشکات تغییر پیدا کرد که با موجی از انتقادات تماشاگران روبه رو شد. در صفحه اینستاگرام منتسب به پانته آ بهرام دلیل حواشی پایان این مجموعه مسائل مالی عنوان شده‌است.

## موسیقی
| شماره | نام                            | خواننده      | مدت  |
| ----- | ------------------------------ | ------------ | ---- |
| ۱.    | «هوامو نداشتی» (تیتراژ پایانی) | محمد اصفهانی | ۳:۱۵ |

## جوایز و نامزدها[۱۰]
| ۱۳۹۸ | نوزدهمین جشن حافظ |                           |                                |          |
| ۱۳۹۸ | نوزدهمین جشن حافظ | بهترین مجموعه تلویزیونی   | ایرج محمدی                     | نامزدشده |
| ۱۳۹۸ | نوزدهمین جشن حافظ | بهترین کارگردان تلویزیونی | منوچهر هادی                    | نامزدشده |
| ۱۳۹۸ | نوزدهمین جشن حافظ | بهترین فیلمنامه تلویزیونی | مهدی محمدنژادیان و بابک کایدان | نامزدشده |